# منتخب ألمانيا للكريكت للسيدات
منتخب ألمانيا للكريكت للسيدات هو ممثل ألمانيا الرسمي في المنافسات الدولية في الكريكت للسيدات
.